# Fukuisaurus
Fukuisaurus is een geslacht van plantenetende ornithischische dinosauriërs behorend tot de groep van de Euornithopoda, dat tijdens het vroege Krijt leefde in het gebied van het huidige Japan. De enige bekende soort is Fukuisaurus tetoriensis.

## Vondst en naamgeving
In 1989 werd in de prefectuur Fukui in de Kitadanigroeve een tand gevonden van een euornithopode. Vrij snel daarna werden er meerdere botten van het dier opgegraven dat in de pers met "Fukuisaurus" aangeduid werd een naam die al in 1990 zijn weg vond naar westerse populair-wetenschappelijke boeken. Pas in 2003 echter zouden Josjitsoegoe Kobajasji en Jotsji Azoema de soort officieel benoemen. De geslachtsnaam verwijst naar Fukui. De soortaanduiding verijst naar de geologische Tetorigroep.
Het specimen behoort tot de collectie van het Fukui Prefectural Dinosaur Museum en heeft het inventarisnummer FPDM-V-40. Het is gevonden in lagen van de Kitadaniformatie die dateren uit het Barremien. Het typespecimen bestaat uit twee cotypen: FPDM-V-40-1, een rechtermaxilla, en FPDM-V-40-2, een rechterjukbeen. Andere delen van wat vermoedelijk een enkel individu is zijn de paratypen: FPDM-V-40-3, een linkerpraemaxilla; FPDM-V-
40-4, een rechterpraemaxilla; FPDM-V-40-5, een linkermaxilla; FPDM-V-40-6, een linkerquadratum; FPDM-V-40-7, een rechterquadratum; FPDM-V-40-8, een praedentarium dentaries; FPDM-V-40-9, een linkerdentarium; FPDM-V-40-10, een rechterdentarium; FPDM-V-40-11, een linkersurangulare; FPDM-V-40-12, een rechtersurangulare; FPDM-V-40-13, een losse linkermaxillaire tand; FPDM-V-40-14 en FPDM-V-40-15, twee tanden uit de linkeronderkaak en FPDM-V-40-16, een rechterborstbeen.
Na deze oorspronkelijke vondst zouden nog vele fragmenten gevonden worden die een veel completer beeld van het dier geven. Die zijn wel gemeld maar slechts zeer ten dele beschreven.

## Beschrijving
Fukuisaurus is een vrij klein dier. Gregory S. Paul schatte in 2010 de lichaamslengte op vierenhalve meter, het gewicht op vierhonderd kilogram.
De kop heeft een lengte van ongeveer veertig centimeter. De schedel is vrij plat met vermoedelijk een licht gebogen bovenprofiel. De onderkaak is vrij hoog. De beschrijvers zien al opmerkelijkste eigenschap dat de maxilla van de bovenkaak zo stevig vergroeid is met het verhemelte dat (pleuro)kinesis, het naar buiten klappen van dit bot bij het sluiten van de kaken, om een kauwbeweging te maken, uitgesloten wordt geacht.
De beschrijvers wisten verschillende onderscheidende eigenschappen vast te stellen. De snuit is smal met een achteraan vernauwd primair verhemelte. De maxilla is laag met twintig tandposities en hecht vergroeid met de vomer in een raakvlak met horizontale richels en groeven op het voorste kwart van binnenste deel. De voorste tak van het jukbeen heeft aan de buitenkant een opening. De achterste tak van het jukbeen heeft een rechte achterrand met een rechthoekige achterste benedenhoek. Het dentarium van de onderkaak is hoog met negentien tandposities en een lage processus coronoides. Vanaf de voorkant van het kaakgewricht steekt vanaf het surangulare een uitsteeksel schuin naar beneden. Het borstbeen heeft een rechte buitenste zijkant.
Joesoeke Isjida gaf in 2010 nog wat details van het darmbeen. Het blad buigt bovenaan zijwaarts naar buiten. Het achterblad heeft een driehoekige verbreding.

## Fylogenie
De beschrijvers stelden na een kladistische analyse een plaats basaal in de Hadrosauroidea vast, boven Iguanodon maar onder Altirhinus in de stamboom.